# ジム・クウェスキン
ジム・クウェスキン（Jim Kweskin、コネチカット州スタンフォード、1940年7月18日 - ）は、アメリカ合衆国のミュージシャン。フリッツ・リッチモンド（Fritz Richmond）、ジェフ・マルダー（Geoff Muldaur）、ボブ・シギンズ（Bob Siggins）、ブルーノ・ウルフなどとともに、ジム・クウェスキン・ジャグ・バンドを結成した。彼らは1960年代にボストンで活躍した。イーヴン・ダズン・ジャグ・バンド（Even Dozen Jug Band）にいたマリア・マルダーも1963年にこのバンドに参加した。
クウェスキンは、1963年から1970年の間にヴァンガード・レコードより、6枚のアルバムと2枚のヒット曲集を発表している。1971年にはリプリーズ・レコードから『ジム・クウェスキンのアメリカ（Jim Kweskin's America） 』、さらに1978年から1987年の間にマウンテン・レイルロード・レコーズから4枚のアルバムを発表した。

## ジム・クウェスキン・ジャグ・バンドのメンバー
- ジム・クウェスキン（Jim Kweskin）：ギター、ボーカル、櫛
- メル・ライマン（Mel Lyman）：ハーモニカ、バンジョー
- ビル・キース（Bill Keith）：バンジョー、ペダル・スティール・ギター
- フリッツ・リッチモンド（Fritz Richmond）：ジャグ（瓶）、洗濯たらいベース
- リチャード・グリーン（Richard Greene）：フィドル
- マリア・マルダー（Maria Muldaur）：ボーカル、パーカッション、フィドル
- ジェフ・マルダー（Geoff Muldaur）：ギター、ボーカル、マンドリン、洗濯板、カズー
- ブルーノ・ウルフ（Bruno Wolfe）：ボーカル
- ボブ・シギンズ（Bob Siggins）：ボーカル、バンジョー

## ディスコグラフィー

### アルバム
- 『ジム・クウェスキンとジャグ・バンド（Jim Kweskin and The Jug BAnd） 』（1963年）
- 『ジャグ・バンドの音楽（Jug Band Music） 』（1965年）
- 『心落ち着かせて（Relax Your Mind） 』（1966年）
- 『ジム・クウェスキンとジャグ・バンド（Jim Kweskin and the Jug Band） 』（1966年）
- 『標題は裏面を参照のこと（See Reverse Side For Title） 』（1967）
- 『歓喜のジャンプ（Jump for Joy） 』（1967年）
- 『歓喜の園（Garden of Joy） 』（1967年）
- 『ジム・クウェスキンとジャグ・バンド傑作集（Best of Jim Kweskin and The Jug Band） 』（1968年）
- 『かの古き良き時代におきたこと（Whatever Happened to Those Good Old Days） 』（1968年）

### シングル
- 「混ざり合った木（Minglewood）」／「アラビアの長老（Sheik Of Araby）」（1967年）
- 「今夜あなたの恋人になろう（I'll Be Your Baby Tonight）」／「サーカスの歌」

## さらなる情報源
- Eric Von Schmidt and Jim Rooney, Baby, Let Me Follow You Down: The Illustrated Story of the Cambridge Folk Years , 1979 (out of print)